# Les amours de Ragonde
Les amours de Ragonde (en español, Los amores de Ragonda; título original completo: Le mariage de Ragonde et de Colin ou La Veillée de Village) es una ópera en tres actos con música de Jean-Joseph Mouret y libreto de Philippe Néricault Destouches. Se estrenó en el Château de Sceaux en diciembre de 1714. Se la conoce como la primera ópera cómica francesa.

## Personajes
| Personaje | Tesitura                              | Elenco de la reposición en el año 1742                  |
| --------- | ------------------------------------- | ------------------------------------------------------- |
| Ragonde   | taille (baritenor - papel travestido) | Louis-Antoine Cuvillier                                 |
| Colin     | haute-contre                          | Pierre Jélyotte                                         |
| Colette   | soprano                               | Marie-Angélique Coupée (también escrito Coupé o Couppé) |
| Thibault  | haute-contre                          | Jean-Antoine (o Jean-Baptiste) Bérard                   |
| Mathurine | soprano                               | Mlle Bourbonnois                                        |
| Lucas     | bajo                                  | Albert                                                  |
|           |                                       |                                                         |

## Grabaciones
- Les amours de Ragonde (versión de 1742) Michel Verschaeve, Jean-Paul Fouchécourt, Sophie Marin-Degor, Les Musiciens du Louvre, dirigida por Marc Minkowski (Erato, 1992)